# Саракіб
Саракіб (араб. سراقب) —  місто на північному заході Сирії, адміністративно належить до провінції Ідліб, розташоване на схід від Ідліба. Під час громадянської війни в Сирії місто у 2012 році потрапило до повстанських сил; до лютого 2020 року його контролював Тахрір аш-Шам .
Під час наступу сирійської армії 6 лютого 2020 їм удалося узяти Саракіб під свій контроль. В ніч з 26 на 27 лютого 2020 повстанцям з Тахрір аш-Шам вдалося повернути місто під свій контроль. 

1 березня 2020 року місто знову опинилося під контролем Сирійської армії.

## Населення
За оцінками 2013 року чисельність населення складала 39 тисяч осіб.